# 粘菌コンピュータ

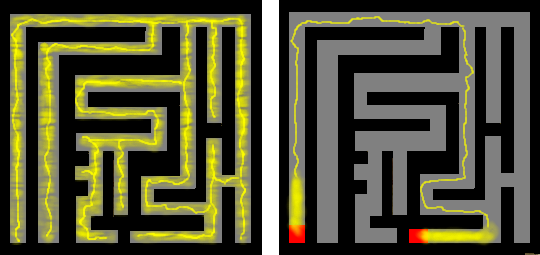
粘菌の性質を利用して、迷路の最短ルートを得る例

粘菌コンピュータ（ねんきんコンピュータ、英: slime mold computer）は、真性粘菌の、餌や光など環境から受ける刺激に応じて自己組織化する性質を利用した計算機である。

## 動作原理
たとえば、何らかの粘菌の「餌を求め、餌と餌の最短距離をつなぐ形に変形する」「光を嫌い、光を当てることで任意の形に変形できる」といったような性質は、光や餌を「入力」、形を「出力」とみなして、ある種の計算であると捉えられる。
例えば、粘菌を迷路の中に設置しその迷路の端と端に餌を置くと、粘菌は一旦は迷路全体に管を広げるが、最終的には餌と餌の最短距離をつなぐ管のみを残し、それ以外の部分は衰退させてしまう。また、餌との道筋に光の当たる部分を作ると、粘菌は光の当たる部分がなるべく少なく、かつ粘菌全体の管の長さもなるべく短いような経路を取る。最終的に形成された形は迷路問題（一種の組合せ最適化問題）の解であるとみなせる。

## 応用
粘菌の性質を利用して、巡回セールスマン問題をはじめとする現在のコンピュータでは解くことが困難な問題の解決を期待できる。特に巡回セールスマン問題では、理化学研究所の研究によると、従来型のコンピュータでは要素数を増やすと算出にかかる時間が爆発的に増加（組合せ爆発）して解決困難となるのに対し、粘菌による「計算」ではかかる時間が単に線形に増加するだけで、あまり時間がかからない。
また、粘菌は同じ実験でも場合によって異なった経路を取るが、この時に粘菌がネットワークを作成する過程を発展方程式を用いて数理モデル化することで、正確な答を一つしか出せない現在のコンピュータとは違い、一つの問題に複数の答えを出せるような「柔軟な発想」のできるコンピュータの開発に活かせると期待できる。
粘菌のような単細胞生物が迷路を解決する「知能」を持つという、生物が進化の過程で獲得した、あるいは未来のコンピュータが獲得すべき「知性」の根源に迫るカギとされており、バイオコンピュータへの応用を目指して研究が進められている。
粘菌コンピュータはまた、都市間の交通網設計のシミュレーションに利用できることが示唆されている。都市に相当する箇所にエサを設置し、海や山に相当する部分には深度や高度に応じた強さの光を当てて敷設コストを設定する。そこに粘菌を設置することで、首都圏における効率的な交通網のモデルが作成される。このモデルは輸送効率や冗長経路の設計の点で、実際の日本の鉄道網と類似性が見られる。

## 歴史
中垣俊之らによって、粘菌が迷路の最短経路問題を解くことが発見され、2000年に論文が出版された。中垣らはこの研究によって2008年度のイグノーベル賞を受賞している。中垣らの研究は、2008年4月にニュー・サイエンティストで紹介された。
青野真士らは、粘菌を利用したニューロコンピュータによって、組合せ最適化問題の一つである巡回セールスマン問題を解いた。青野らの結果は2009年に出版された。
中垣らは、日本の首都圏を模した形状の培地と粘菌モジホコリ（Physarum polycephalum）を用いて鉄道の都市間ネットワークの設計シミュレーションを行った。中垣らの結果は2010年にサイエンス誌で発表された。この研究が評価され、中垣らは2010年に2度目のイグノーベル賞（交通計画賞）を受賞した。